# جون يا-أوتو
جون يا-أوتو هو نقابي ودبلوماسي وسياسي ناميبي، ولد في 10 فبراير 1938، وتوفي في 25 مايو 1994. نشط حزبياً في سوابو. وقد انتخب عضو الجمعية الوطنية الناميبية ‏.